# Twyford Motorcar Company
Twyford Motorcar Company, vorher Twyford Motor Vehicle Company, war ein US-amerikanischer Hersteller von Automobilen. Es findet sich auch die Schreibweise Twyford Motor Car Company.

## Unternehmensgeschichte
Robert E. Twyford gründete im Frühjahr 1899 die Twyford Motor Vehicle Company in Pittsburgh in Pennsylvania. Er begann mit der Produktion von Automobilen. Der Markenname lautete Twyford. Ende 1902 wurde das Unternehmen aufgelöst.
Im Juli 1904 gründete Twyford zusammen mit W. I. Burton, J. M. Humphrey, William N. Humphrey, L. A. Leathers und Walter Richards die Twyford Motorcar Company in Brookville, ebenfalls in Pennsylvania. Die Produktion wurde fortgesetzt. Im März 1905 wurden zwei Fahrzeuge auf der Buffalo Automobile Show präsentiert und drei auf der Brookville Fair im September desselben Jahres. Im März 1906 wurde Alexander Deemer neuer Präsident. 1907 endete die Produktion. Insgesamt entstanden nur wenige Fahrzeuge.

## Fahrzeuge
Die Fahrzeuge hatten Allradantrieb, was für die damalige Zeit ungewöhnlich war. Das Modell aus Philadelphia hatte einen Heckmotor und eine ziemlich lange Kardanwelle zur Vorderachse. Beide Achsen waren starr. Die Vorderachse war als Drehschemellenkung ausgelegt.
Für die Fahrzeuge ab 1904 ist ein Zweizylinder-Zweitaktmotor überliefert.
1905 gab es Type A und Type B mit einem 20-PS-Motor, 221 cm Radstand und einem Aufbau als Tonneau. Außerdem wurde mit dem Type F ein Lieferwagen angeboten. Sein Motor leistete 16 PS. Das Fahrgestell hatte 264 cm Radstand.
Von 1906 bis 1907 blieb der Type B unverändert. Sein Tonneau-Aufbau war nun mit fünf Sitzen angegeben. Daneben gab es den Type C. Der Motor leistete 15 PS. Der Radstand betrug 178 cm. Der Aufbau war ein Roadster mit vier Sitzen.
Eine andere Quelle nennt drei Modelle für 1906 und 1907. Der 15 HP Type C hatte einen Zweizylindermotor mit 114,3 mm Bohrung, 127 mm Hub, 2606 cm³ Hubraum und 15 PS Leistung. Karosseriert war das Fahrzeug, das einen Radstand von 178 cm hatte, 1906 als Stanhope und 1907 als Roadster, beide viersitzig. Spitzenmodell war der 35 HP (1906) bzw. 35 HP Model A (1907). Er hatte einen Vierzylindermotor mit den gleichen Zylinderabmessungen, also 5212 cm³ Hubraum, und 35 PS Leistung. Der Radstand betrug zunächst 259 cm und im Folgejahr 277 cm. Aufbau war ein Tourenwagen mit fünf Sitzen. Dazwischen rangierte der 20 HP Type B. Er hatte einen Dreizylindermotor mit jeweils 101,6 mm Bohrung und Hub, was 2471 cm³ Hubraum ergab. Die Leistung war mit 20 PS angegeben. Der Radstand maß 221 cm. Der Aufbau war ein Tonneau.
Ein Katalog von 1907 nennt dagegen vier Modelle. Der 15 HP hatte einen Zweizylindermotor im Heck. 114,3 mm Bohrung und 127 mm Hubraum ergaben 2606 cm³ Hubraum. Der Radstand maß 244 cm und die Spurweite 142 cm. Zur Wahl standen ein Roadster mit zwei Sitzen und ein Stanhope mit zwei Sitzen plus zwei vorderen Notsitzen. Das Model A hatte einen Vierzylindermotor mit den gleichen Zylinderabmessungen, also 5212 cm³ Hubraum. Er war vorne im Fahrzeug montiert. Der Radstand betrug 277 cm. Der Aufbau war ein Tonneau mit seitlichem Zustieg für fünf Personen. Daneben gab es einen offenen Lieferwagen mit dem Zweizylindermotor als Frontmotor.

## Modellübersicht
| Jahr      | Modell   | Zylinder | Leistung (PS) | Radstand (cm) | Aufbau            |
| --------- | -------- | -------- | ------------- | ------------- | ----------------- |
| 1901–1902 | Stanhope |          |               |               | Stanhope          |
| 1905      | Type A   | 2        | 20            | 221           | Tonneau           |
| 1905      | Type B   | 2        | 20            | 221           | Tonneau           |
| 1905      | Type F   | 2        | 16            | 264           | Lieferwagen       |
| 1906–1907 | Type B   | 2        | 20            | 221           | Tonneau 5-sitzig  |
| 1906–1907 | Type C   | 2        | 15            | 178           | Roadster 4-sitzig |

Quelle: